# Bryan Olivo
Bryan Olivo (Pordenone, 4 gennaio 2003) è un ciclista su strada, pistard e ciclocrossista italiano che corre per il team Bahrain Victorious Development Team. È attivo in formazioni UCI dal 2022.

## Palmarès

### Strada
- 2023 (Cycling Team Friuli, una vittoria)

Campionati italiani, Prova a cronometro Under-23
- 2024 (CTF Victorious, una vittoria)

Coppa San Geo

#### Altri successi
- 2022 (Cycling Team Friuli)

1ª tappa Giro della Regione Friuli Venezia Giulia (Lavariano, cronosquadre)
- 2023 (Cycling Team Friuli)

1ª tappa Carpathian Couriers Race (Budapest, cronosquadre)

### Pista
- 2020 (Juniores)

Campionati italiani, Inseguimento a squadre Junior (con Manlio Moro, Alessio Portello, Jacopo Cia e Alessandro Malisan)

### Cross
- 2019-2020 (Juniores)

Il Melo Cup, Junior (Cles)
International Cyclocross Selle SMP, Junior (Brugherio)
- 2020-2021 (Juniores)

Campionati italiani, Junior

## Piazzamenti

### Competizioni mondiali
- Campionati del mondo su strada

Glasgow 2023 - Cronometro Under-23: 46º
Zurigo 2024 - Cronometro Under-23: 21º
- Campionati del mondo su pista

Il Cairo 2021 - Inseguimento a squadre Junior: 2º
- Campionati del mondo di ciclocross

Dübendorf 2020 - Junior: 29º

### Competizioni continentali
- Campionati europei su strada

Anadia 2022 - Cronometro Under-23: 25º
Anadia 2022 - Staffetta Under-23: 7º
- Campionati europei su pista

Fiorenzuola d'Arda 2020 - Chilom. a cronometro Junior: 14º
Anadia 2022 - Inseguimento individuale Under-23: 10º
Anadia 2023 - Inseguimento individuale Under-23: 7º
Anadia 2023 - Inseguimento a squadre Under-23: 2º
- Campionati europei di ciclocross

Silvelle 2019 - Junior: 53º